# Alexander-Sacher-Masoch-Preis
Der Alexander-Sacher-Masoch-Preis ist ein Literaturpreis, der vom Literaturhaus Wien verliehen wird. Der Preis ist mit 10.000 Euro dotiert. Die Auszeichnung, die der Förderung junger österreichischer Schriftsteller dienen soll, wurde 1994 von der Witwe des Schriftstellers Alexander Sacher-Masoch (1901–1972) ins Leben gerufen und anfangs alle drei Jahre vergeben, inzwischen erfolgt die Vergabe unregelmäßig.

## Preisträger
- 1994 Robert Menasse
- 1997 Elfriede Czurda
- 2000 Kathrin Röggla
- 2006 Grazer Autorinnen und Autorenversammlung
- 2012 Doreen Daume (ÜbersetzerInnen-Preis)[1]
- 2021 Ausreißer – Die Grazer Wandzeitung, Poesiegalerie Wien, Worte & Welten / Words & Worlds[2]